# Miura Atsuhiro
Miura Atsuhiro (三浦 淳宏 Miura Atsuhiro, sinh ngày 24 tháng 7 năm 1974) là một cựu cầu thủ bóng đá Nhật Bản. Anh từng thi đấu cho đội tuyển bóng đá quốc gia Nhật Bản.

## Sự nghiệp câu lạc bộ
Anh gia nhập Yokohama Flügels năm 1994. Anh thi đấu trong đội hình chính từ năm 1995 và chủ yếu đóng vai trò tiền vệ trái. Câu lạc bộ vô địch Cúp các câu lạc bộ đoạt cúp bóng đá quốc gia châu Á 1994–95. Vào năm 1998, câu lạc bộ vô địch Cúp Hoàng đế. Sau khi câu lạc bộ giải thế anh chuyển sang Yokohama F. Marinos. Anh chuyển sang Tokyo Verdy vào năm 2001 và tới Vissel Kobe năm 2005. Vào tháng 8 năm 2007, anh chuyển tới Yokohama FC và giải nghệ cuối mùa 2010.

## Thống kê sự nghiệp
| Đội tuyển bóng đá Nhật Bản | Đội tuyển bóng đá Nhật Bản | Đội tuyển bóng đá Nhật Bản |
| Năm                        | Trận                       | Bàn                        |
| -------------------------- | -------------------------- | -------------------------- |
| 1999                       | 5                          | 1                          |
| 2000                       | 8                          | 0                          |
| 2001                       | 3                          | 0                          |
| 2002                       | 0                          | 0                          |
| 2003                       | 1                          | 0                          |
| 2004                       | 6                          | 0                          |
| 2005                       | 2                          | 0                          |
| Tổng cộng                  | 25                         | 1                          |